# Plafond de coton
Le plafond de coton est un concept qui décrit la désexualisation des femmes transgenres dans les espaces queers. En particulier, ce concept permet d’expliquer la difficulté des femmes trans à avoir accès à la sexualité et aux relations sexuelles. 

## Définition
Pour Natalie Reed, employée du National Center for Transgender Equality (en), le plafond de coton fait référence à la façon dont les femmes trans sont perçues et représentées. D’après elle, les femmes trans sont désexualisées dans les espaces queers : elles ne sont presque jamais considérées comme des personnes avec une sexualité.

## Terminologie
Le concept est nommé par l’actrice pornographique trans Drew DeVeaux,, sur le modèle du « plafond de verre ». Le mot « coton » fait référence à la matière des sous-vêtements. Toutefois, ce choix est critiqué : alors que le plafond de verre est une violation des droits des femmes à évoluer dans leurs carrières, le plafond de coton fait référence à un manque d’accès à la sexualité et aux relations sexuelles, ce que personne n’est obligé de donner.